# Мого алакайський
Мого алакайський (Moho braccatus) — вимерлий вид горобцеподібних птахів родини Mohoidae.

## Поширення та вимирання
Ендемік Гавайських островів. Був поширений у гірських лісах острова Кауаї.
Вид тричі оголошували вимерлим. Вперше в 1940 році (пізніше, в 1950 році, було зроблено повторне відкриття), вдруге — наприкінці 1950-х років (на початку 1970-х років було зроблено чергове повторне відкриття). У 1981 році залишилася одна пара у заповіднику Алакаї. Самиця загинула під час урагану Іва в 1982 році. Самця востаннє бачили в 1985 році, а в 1987 році записано його спів.

## Опис
Птах завдовжки 20 см. Хвіст досягав 10 см завдовжки. Оперення яскраво-чорного або темно-коричневого забарвлення.

## Спосіб життя
Про спосіб життя мало відомостей. Відомо, що птах живився нектаром лобелій та охіа, а також дрібними комахами. Утворювали моногамні пари. Гнізда будували серед гілок дерев.